# Фьюжен (дизайн)
Фьюжн (англ. fusion — «слияние») — стиль в архитектуре и дизайне интерьера, характеризующийся «сочетанием несочетаемого», то есть объединяющий в себе совершенно разные идеи из, казалось бы, несовместимых стилей, не теряя при этом целостности и гармонии.

## История зарождения
Существует мнение, что стиль фьюжн возник в конце 1980-х гг. в Филиппинах. Он зарождался как движение нескольких дизайнеров мебели, которое вскоре переросло в полноценный стиль дизайна интерьера, а после распространилось и на архитектуру.

## Особенности стиля
Фьюжн не имеет каких-либо обязательных элементов, его отличительной особенностью является слияние культур, традиций, стилей. Он воплощает неординарные решения по объединению абсолютных противоположностей.

### В дизайне интерьера
В оформлении помещений этот стиль может совмещать гармонию восточных традиций и западную технологичность, сочетать старинную мебель с современными бытовыми приборами, деловую обстановку с уютом домашнего очага.
Например, в одном интерьере могут спокойно существовать кресло в стиле хай-тек и дорические колонны.

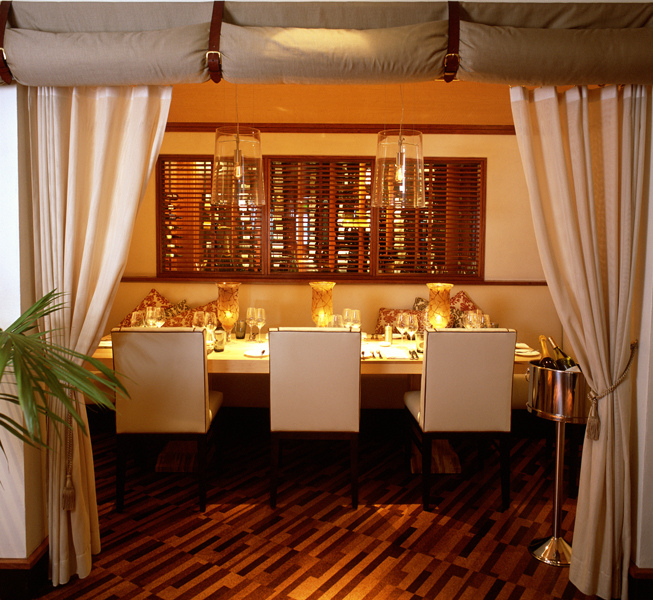
Кабинет в ресторане в Сан-Диего
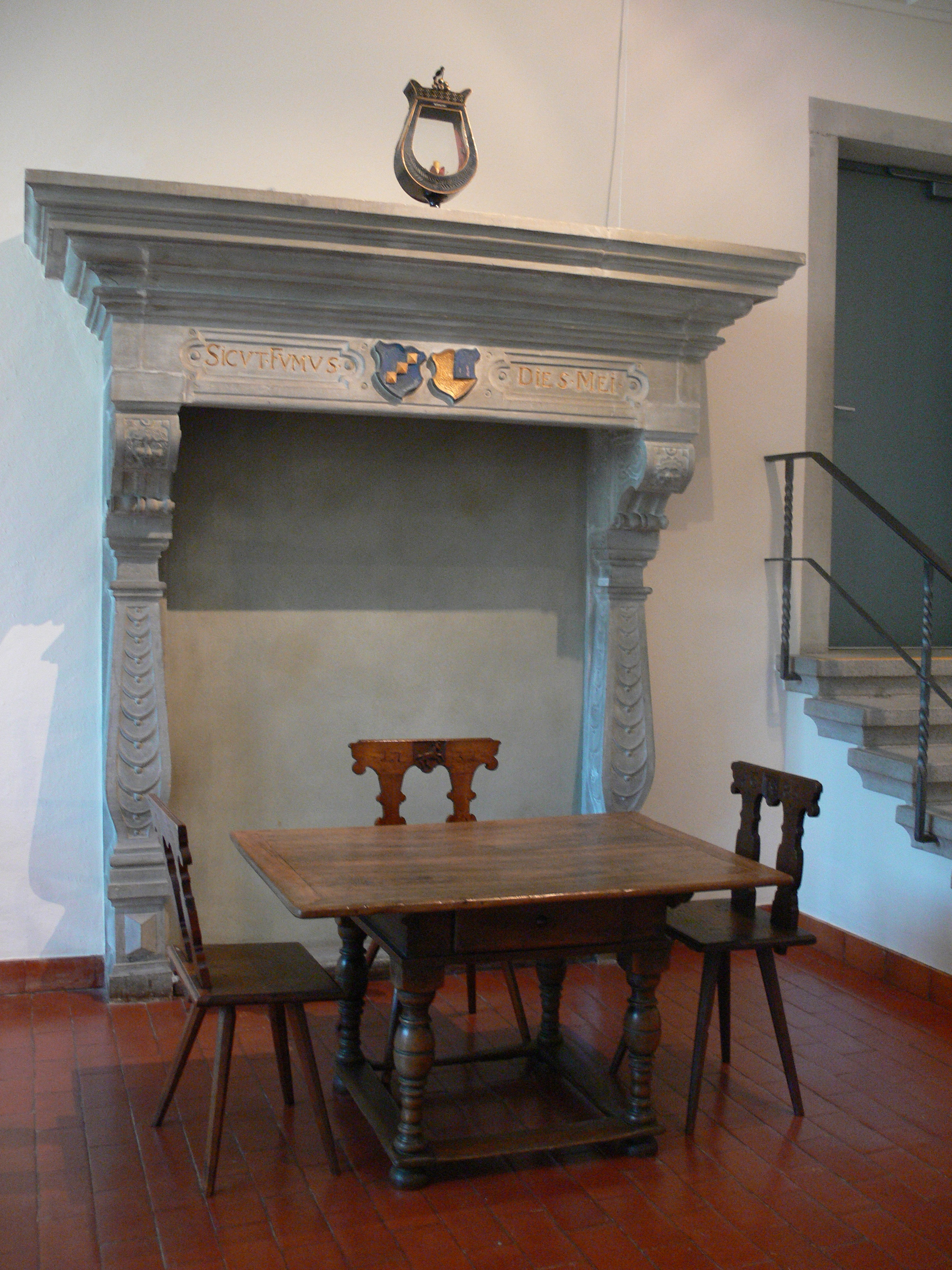
Декоративный портал камина в классическом стиле
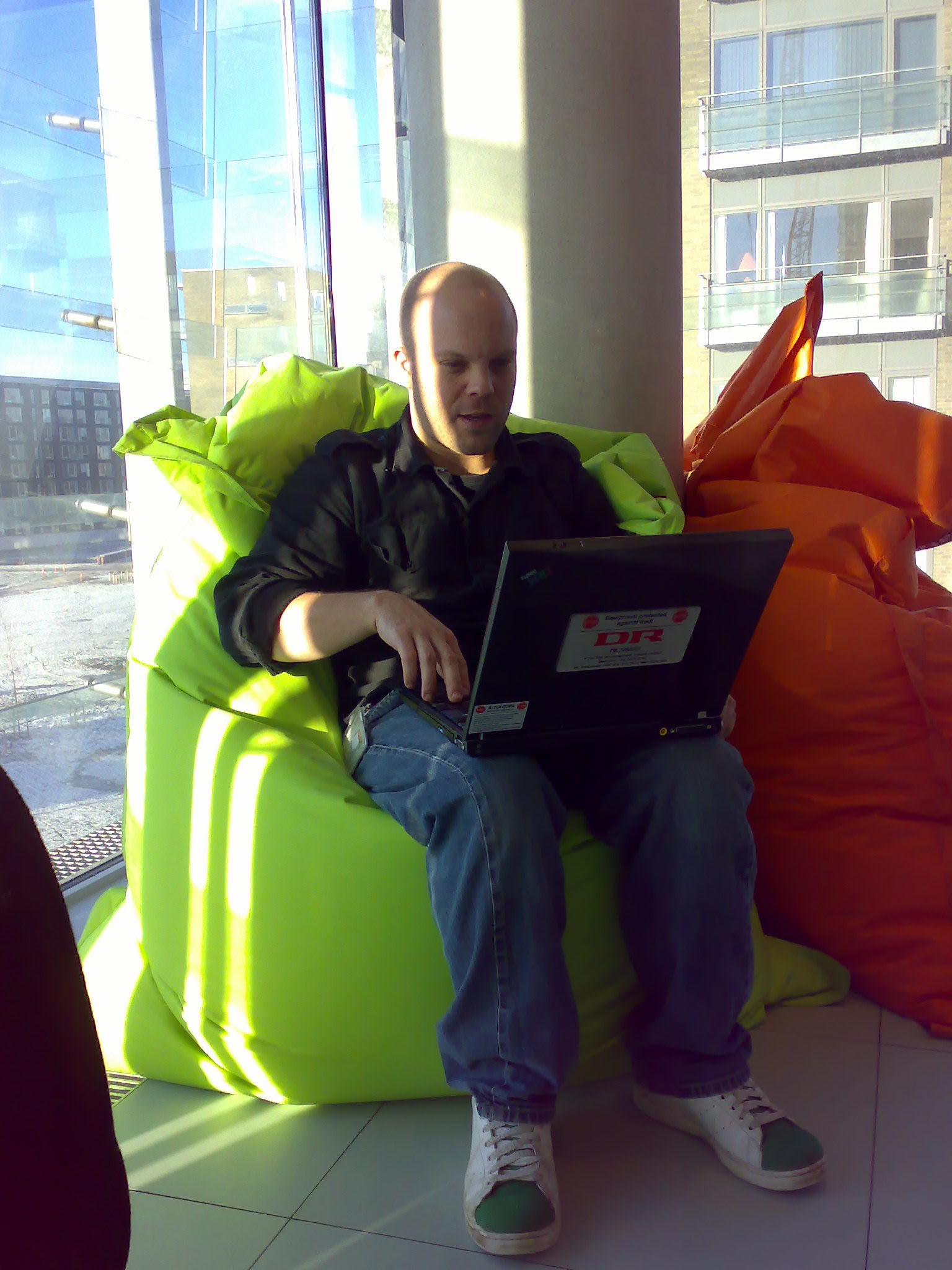
Бинбэг

### В архитектуре
В архитектуре фьюжн совмещает особенности разных стилей.